# Compressore

Simbologia utilizzata nei P&ID per indicare un compressore.

Il compressore è una macchina operatrice pneumofora, ovvero una macchina che innalza la pressione di un aeriforme (gas o vapore) mediante l'impiego di energia meccanica che viene trasformata dal compressore in energia potenziale o energia di pressione.
Il compressore si distingue in genere dalla pompa in quanto agisce su un fluido definito comprimibile.

## Storia

Un compressore degli anni 1930 usato per celle frigorifere

L'invenzione del mantice è certamente antichissima, ed è probabilmente precedente a quella del forno fusorio - ossia risale all'età del rame. Il mantice è quindi la forma più antica di compressore (nel caso, d'aria) usata dall'uomo.
Nel 1650 Otto von Guericke dimostrò, con gli emisferi di Magdeburgo, l'effetto della pressione atmosferica. Ciò fu permesso dalla sua precedente invenzione (1647) di una pompa a vuoto manuale a pistone.
La compressione rimase argomento di laboratorio ancora per qualche tempo, finché la necessità di ventilazione delle miniere, che già nel XVII secolo avevano raggiunto profondità ragguardevoli, rese praticamente obbligatorio il disporre di aria compressa da far circolare in tubazioni.
I compressori usati erano di tipo alternativo, particolarmente adatti ad essere mossi dai motori a vapore dell'epoca, sempre di tipo alternativo. I compressori alternativi sono rimasti nell'uso probabilmente come i più comuni, e in tempi più recenti sono stati affiancati da altri tipi, sia volumetrici che dinamici.

## Classificazione
I compressori possono dividersi in due famiglie:
- compressori volumetrici, dove la compressione è data da movimenti meccanici ben definiti;
- compressori dinamici, dove la compressione si ha per via della velocità che si riesce ad imprimere sul corpo.

Inoltre i ventilatori e le soffianti sono dispositivi simili a compressori, che a differenza di questi ultimi comprimono poco o pochissimo il fluido (meno di 3 atm), per cui il loro scopo primario è quello di movimentare il fluido.

## Compressori volumetrici
I compressori volumetrici aspirano un volume di gas indipendentemente dalle condizioni di aspirazione e di mandata (ovvero dalla pressione a monte ed a valle del compressore).
Hanno in genere la caratteristica (che può essere un vantaggio o uno svantaggio) di avere portata direttamente proporzionale alla velocità di rotazione ed un rapporto di compressione indipendente da questa.

### Compressore alternativo
Nei compressori alternativi (o compressori a stantuffo) la compressione è operata da un pistone, in moto alternativo all'interno di un cilindro.
Vengono utilizzati per comprimere piccole quantità di fluido (meno di 0,6 m3/s) ad elevate pressioni (maggiori di 15 atm).

### Compressori a palette e ad anello liquido
Pur di forma molto diversa, sfruttano lo stesso principio costruttivo (si vedano le figure 3 e 4). Un rotore di forma (generalmente) circolare ruota all'interno di una cavità, anch'essa a sezione circolare, avente asse parallelo a quello del rotore, ma disassato. Si creano così camere a volume variabile, massimo nel lato aspirazione e minimo nel lato mandata, ottenendosi così la compressione del gas. Il rapporto di compressione teorico è Va/Vm, dove Va e Vm sono rispettivamente i volumi della camera lato aspirazione e lato mandata.
I due modelli differiscono per il sistema di tenuta. Mentre il rotore di un compressore ad anello liquido (figura 3) è concepito per mettere in rotazione un liquido che - essendo incomprimibile - ha la sola funzione di garantire la tenuta del gas; il rotore del compressore a palette (figura 4) è, appunto, dotato di palette, radiali rispetto al rotore, che sono spinte da molle per mantenerle costantemente in contatto con le pareti della cavità, contro cui scivolano.
Il compressore a palette ha in linea di massima un minor consumo di energia, in quanto non deve mettere in rotazione un fluido relativamente pesante; viceversa, il compressore ad anello liquido ha un rendimento volumetrico nettamente maggiore, grazie alla migliore tenuta assicurata dal liquido rispetto alle palette. D'altra parte, il compressore ad anello liquido può avere limitazioni dovute al liquido stesso, che potrebbe essere volatile.
Questi compressori hanno ampio impiego come pompe a vuoto: quelli ad anello liquido fino a 10 - 20 mbar assoluti, quelli a palette fino a 2 - 4 mbar assoluti. Come compressori, sono impiegati soprattutto i modelli ad anello liquido per gas che debbano essere mantenuti a temperature basse, sfruttando il riciclo di liquido. Uno stadio consente un rapporto di compressione di 2 : 1 - 3 : 1, e si possono quindi raggiungere rapporti di compressione combinati di 5 : 1 - 8 : 1 (è molto raro l'uso di più di due stadi).

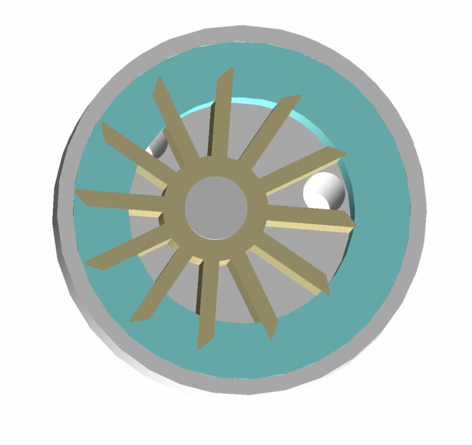
Compressore ad anello liquido
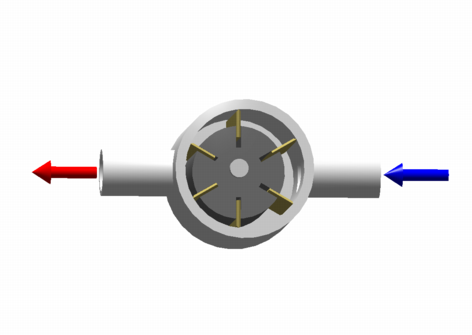
Compressore a palette

### Compressore a lobi
Detti anche compressori Eaton-Roots dal nome della ditta che maggiormente li ha sviluppati. Due rotori opportunamente sagomati ad assi paralleli ruotano in sincronia in senso opposto creando camere progressive dalla bocca di aspirazione a quella di mandata. I rotori sono quasi sempre a due lobi, come in figura. Esistono anche modelli con numero diverso di lobi, normalmente 2 e 3, configurazione che consente la riduzione dell'ingombro radiale, il loro utilizzo è, tuttavia, sporadico.
Questi compressori sono di impiego abbastanza diffuso, per applicazioni varie. Sono di questo tipo ad esempio i compressori volumetrici usati nei motori a ciclo Otto sovralimentati, come anche le soffianti usate nell'ossigenazione dell'acqua; hanno anche usi di processo, come ad esempio nella compressione del vapore negli evaporatori a ricompressione meccanica. Sono usati a volte come primo stadio (booster) nei sistemi di generazione del vuoto spinto (meno di 0,01 mbar assoluti).
Consentono rapporti di compressione di 2 : 1, raramente superiori (e per questa ragione sono anche detti soffianti). Di costruzione assai semplice, senza parti in sfregamento, sono macchine robuste e di lunga durata.

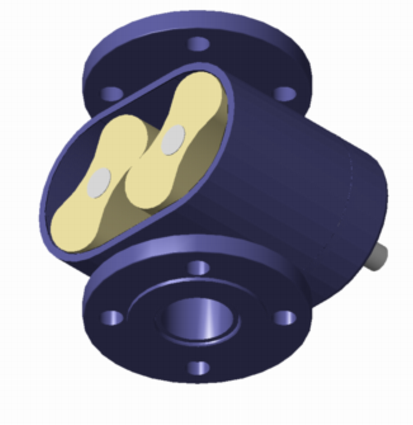
Compressore a lobi
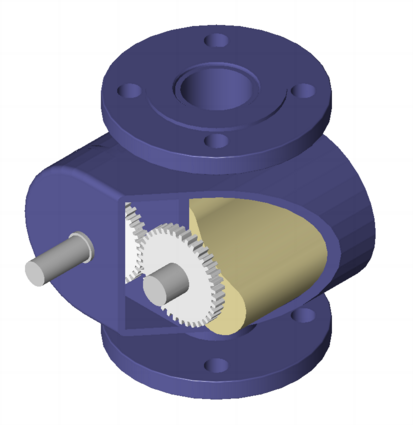
Vista dal lato azionamento

### Compressore a vite
Nel compressore a vite, due viti a passo inverso e di diametro differente imboccano l'una sull'altra, in modo da creare con il corpo del compressore una cavità che progressivamente si sposta dalla zona di aspirazione a quella di mandata, diminuendo il volume, comprimendo così il gas.
Rispetto ai compressori alternativi hanno il vantaggio di una meccanica più semplice - il moto è continuo - e quindi minori sollecitazioni meccaniche. Si possono ottenere rapporti di compressione minori, ma comunque elevati (3 : 1 - 4 : 1), ed è comunque possibile porre più stadi in serie. Il rendimento meccanico è superiore agli alternativi e quindi, per applicazioni medio-grandi, sono preferibili a questi ultimi.

### Compressore a spirale (scroll)

Schema di funzionamento di un compressore a spirale

Questo compressore a spirale utilizza due alette a spirale una dentro l'altra, di cui una fissa e una con movimento planetario senza rotazione, in modo da comprimere i fluidi.
In seguito al loro movimento reciproco e grazie al ridotto gioco tra le due spirali, intrappolano e pompano o comprimono sacche di fluido tra i rotoli. Questi compressori hanno un elevato rendimento volumetrico.
Questo tipo di compressore è stato usato sui motori G60 e G40 della Volkswagen nei primi anni '90.

## Compressori dinamici
Nei compressori dinamici (o turbocompressori) il fluido viene compresso sfruttando l'energia cinetica impressa al gas da opportuni meccanismi (si sfrutta il principio della variazione del momento della quantità di moto).
Più precisamente i compressori dinamici sono macchine (o meglio turbomacchine) in cui lo scambio di energia con il fluido avviene grazie alla rotazione di una ruota (detta rotore o girante) calettata su un albero, munita alla periferia di pale ed alloggiata in una cassa (detta statore) che può essere anch'essa munita di pale. Lo scambio di energia tra fluido e macchina avviene in un organo rotante, tuttavia il processo si può considerare stazionario.
Vengono utilizzati per comprimere fino a 15 atm grosse quantità di fluido.
Un ruolo importante è svolto dall'efficienza con cui viene effettuato lo scambio energetico nei turbocompressori.
Lo scopo dello studio dei turbocompressori è quello di realizzare sistemi in cui lo scambio energetico sia il più efficiente possibile, e, soprattutto per le applicazioni aerospaziali, quello di studiare configurazioni che permettano elevati scambi energetici con peso e ingombro contenuti.

### Compressore centrifugo

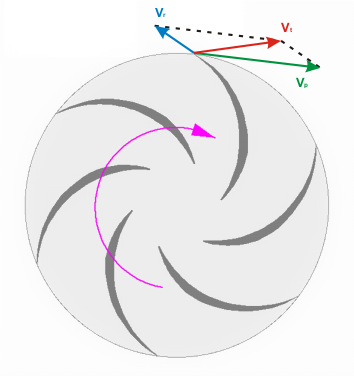
Triangolo delle velocità in un compressore centrifugo

Originariamente limitati alle portate medio-grandi e basse prevalenze, si sono sempre più affermati per il loro buon rendimento, bassa rumorosità. Di concezione simile alle pompe centrifughe, ruotano evidentemente a velocità assai più alte - ovvio, se si considera che i gas hanno massa volumica pari a circa 1/1000 di quella dei liquidi. Le velocità di rotazione sono quindi dell'ordine delle migliaia di rad/s.
Questi compressori sono a volte usati negli impianti turbogas, in sostituzione dei compressori assiali. Date le loro caratteristiche di ingombro essenzialmente radiale, non sono particolarmente adatti ai motori per uso aeronautico, per il quale sono stati utilizzati solo occasionalmente, essendo preferibili i compressori assiali (vedi sotto).
Un altro campo di impiego molto vasto è quello della sovralimentazione di motori automobilistici.
Possono essere impiegati in impianti di refrigerazione e/o condizionamento in sostituzione dei compressori volumetrici, quando sono richieste portate più elevate.

### Compressore assiale

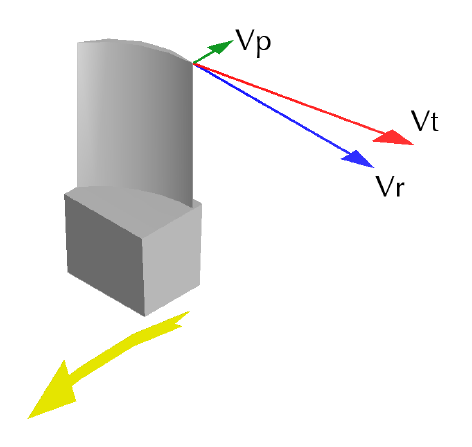
Triangolo delle velocità in un compressore assiale

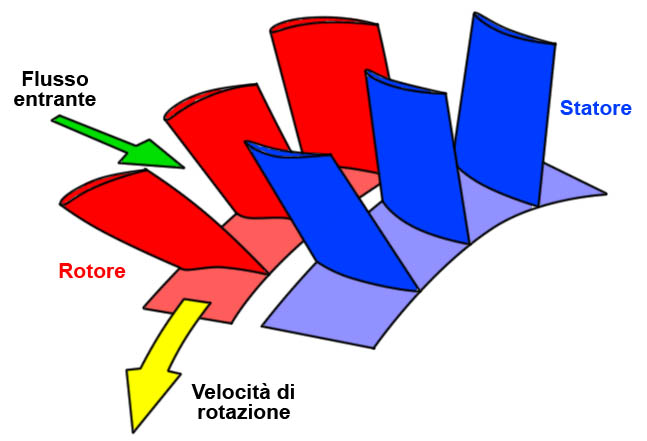
Rappresentazione schematica di uno stadio di compressione assiale.
- (rosso): rotore
- (blu): statore

Il profilo dinamico di un compressore assiale può essere riportato dal piano perpendicolare all'asse di rotazione a quello parallelo allo stesso. Si ha allora una configurazione delle velocità come riportato in figura. Si ottiene quindi una compressione del gas, con rapporto relativamente basso, e comunque funzione del profilo delle palette e della velocità angolare. Una macchina di questo tipo si chiama compressore assiale in quanto la direzione del moto del gas non è radiale come nel compressore centrifugo, ma longitudinale.
Il singolo stadio di un compressore assiale, ovvero l'accoppiamento di un rotore e di uno statore, può produrre solo un salto di pressione molto basso (rapporti che vanno da 1,15 a 1,30) senza rischiare instabilità o ridurre troppo il rendimento (forti gradienti di pressione negativi nel flusso tra le pale, simile a quello in un diffusore). Perciò il compressore assiale si presta bene al pluristadio: il flusso in uscita dallo statore è già pronto per l'ingresso nello stadio successivo. I rapporti di compressione possono arrivare a 30.
Per sua natura ogni stadio di un compressore assiale ha un piccolo ingombro longitudinale (in pratica, la larghezza della paletta più quella, simile del diffusore), e si prestano quindi bene a configurazioni ad alto numero di stadi - il che ovvia al basso rapporto di compressione (come accennato, nelle applicazioni più spinte si arriva fino 1,3 : 1 per singolo stadio). Queste macchine sono quindi utilizzate nelle applicazioni di processo per grandi e grandissime portate e grazie alla facilità con cui si possono realizzare impianti pluristadio si riescono a raggiungere rapporti di compressione abbastanza alti (fino a 5 : 1).
La loro configurazione li rende ideali per i motori a reazione - anche il Campini-Caproni CC.2, ufficialmente il secondo aereo a getto a staccarsi da terra (il primo fu il Coandă 1 di Henri Coandă del 1910, si veda motoreattore), utilizzava un compressore assiale, seppure semplificato.

### Stallo e pompaggio
In un compressore il funzionamento va considerato sempre come dipendente dalle condizioni di aspirazione e da quelle di mandata; in altri termini, si deve tenere conto che le pressioni, e la portata, condizionano il funzionamento del compressore e non viceversa. Si possono pertanto avere delle condizioni in cui il corretto funzionamento della macchina è impossibile.
In un compressore generico, si definisce condizione di stallo quella in cui la portata del compressore si riduce a zero a causa di condizioni di aspirazione, o di mandata, anormali.
Il concetto di condizione di pompaggio è invece più complesso, e riguarda unicamente i compressori di tipo dinamico, come più sotto descritto.

#### Stallo
Si consideri un compressore perfetto, in grado di creare il vuoto assoluto in aspirazione. È evidente che a questo punto il compressore non potrà aspirare nulla - proprio perché non c'è nulla da aspirare. Nella realtà, questa condizione non si realizza a pressione nulla, ma a una certa pressione assoluta, maggiore di zero, dipendente dalle caratteristiche della macchina e dalle proprietà del fluido da comprimere. Considerando l'ambiente di mandata, il compressore seguirà nel suo funzionamento una curva, tale che al crescere della pressione di mandata la portata passante si riduce, fino ad annullarsi.
La condizione in cui la portata di fluido cala a zero è detta condizione di stallo. Come da descrizione, lo stallo avviene ad un dato rapporto di compressione, molto più alto delle condizioni di progetto (si consideri che, a parità di pressione di mandata, una bassa pressione di aspirazione è indice di un alto rapporto di compressione).

#### Pompaggio
Il concetto di pompaggio è più complesso. In un compressore dinamico, le caratteristiche fisiche del fluido variano con continuità nelle varie sezioni del compressore stesso; in particolare variano la pressione e la temperatura; varia anche la velocità del fluido nella sezione (si veda più sopra la figura con i triangoli di velocità).
Quando la velocità del fluido in una determinata sezione, a quelle condizioni, è pari alla velocità sonica (ossia Mach 1), la portata passante da quella sezione non dipende più, come in regime subsonico, dalla differenza di pressione agente sui lati di quella sezione, ma dall'area della sezione stessa, indipendentemente dalla differenza di pressione. Si crea di conseguenza una condizione in cui la pressione a valle può variare bruscamente, fino al ristabilimento delle condizioni subsoniche. Tuttavia, se non si interviene, queste si riproducono, e si generano quindi onde di pressione ad una certa frequenza. Questa è definita come condizione di pompaggio.
Quando la frequenza delle onde di pressione entra in risonanza o anche solo crea dei battimenti con la frequenza propria di qualche parte meccanica, solitamente l'albero motore, vi è il rischio di gravi danni alla parte meccanica.
Sia la condizione di stallo che quella di pompaggio richiedono, per essere superate, una variazione nelle condizioni di mandata o di aspirazione; questo è normalmente realizzato mediante un riciclo del fluido dalla mandata all'aspirazione; in ambedue i casi, così facendo, si riduce il rapporto di compressione.

## Applicazioni
Tra le applicazioni più comuni dei compressori ci sono:
- trasporto di aria compressa all'interno delle miniere;[1]
- come componente delle macchine frigorifere, responsabile del fluire del fluido refrigerante nel circuito di refrigerazione;[1]
- nei turbocompressori, in accoppiamento con una turbina;
- per la generazione di aria compressa utilizzata da macchine pneumatiche (ad esempio martello pneumatico) o per il gonfiaggio degli pneumatici.